# Batalla de Punitz
La Batalla de Punitz tingué lloc el 28 d'octubre de 1704 a Punitz (avui, Poniec) a Polònia durant la Gran Guerra del Nord. L'exèrcit suec de Carles XII intentà sense èxit desallotjar l'exèrcit saxó de Johann Matthias Von Der Schulenburg a base de càrregues de cavalleria. Després de la derrota de la seva cavalleria, els saxons es desplegaren en un gran quadrat prop del poble de Janitz a l'oest de Punitz. Aconseguirenn retirar-se a Saxònia malgrat la persecució dels suecs.

## Forces en combat
El general saxó Johann Matthias Von Der Schulenburg evacuà Polònia perseguit pel rei Carles XII de Suècia, que l'ateny i l'ataca prop de la petita ciutat de Punitz sobre la frontera amb Silèsia el 28 d'octubre de 1704.
Schulenburg té 12 batallons d'infanteria, 6 canons i 500 soldats de cavalleria que formen la seva rereguarda, i només han d'observar els suecs. El rei de Suècia s'ha avançat al seu exèrcit amb 9 regiments de cavalleria, aproximadament 4000 homes; els saxons compten 6000 soldats, cal tenir present que en aquesta època la cavalleria era considerada àmpliament superior a la infanteria, ja que aquesta última no es creia que pogués resistir a camp obert sense ser coberta per l'artilleria. Schulenburg no comparteix aquesta manera de pensar, i des de fa molt de temps, ha acostumat a la seva infanteria a combatre la cavalleria.
Assabentat de l'apropapament dels seus enemics, els saxons, busquen aconseguir una posició favorable prop de Punitz. Les seves tropes marxen en l'ordre següent : En primera línia, vuit batallons amb l'artilleria i alguns esquadrons de cavalleria als flancs, en reserva quatre batallons d'infanteria, diversos esquadrons de cavalleria formaven la rereguarda

## Batalla
Abans que els saxons aconseguissin una bona posició, van ser atacats per un regiment d'avantguarda suec. La cavalleria saxona de la rereguarda fou atacada pels suecs i empesa contra la seva infanteria, quedant dos batallons d'infanteria dispersats per amics i enemics; la resta de la cavalleria fou rebutjada a un aiguamoll, i els saxons perderen un canó. Però la metralla i la fuselleria dels saxons forçaren els suecs a retirar-se, la resta de regiments suecs encara no havien participar en el combat.
Schulemourg aprofità aquest moment de respir per reorganitzar les tropes, i ocupar Janitz, on s'apostà de manera que aquest poble cobris la seva ala dreta, mentre que un espès bosc cobria l'esquerra, i el front estava protegit per alguns fossats. La formació de combat de la infanteria fou l'habitual, però se li recomanà de no disparar precipitadament, i esperar que els genets fossin pràcticament a l'abast de les, d'aquesta manera s'aconseguia un major dany sobre els atacants. Els saxons reben un altre atac, aquest quatre regiments junts, però sense reserves, ja que el rei ha desenganxat els altres cinc per fer una maniobra de flanqueig. Aquest segon atac és rebutjat, i els suecs tenen pèrdues considerables.
Per guardar-se contra un atac simultani des de tots els costats, Schulenburg intentar formar un gran quadre d'infanteria. Però abans que el quart costat estigues en posició, els suecs ataquen una tercera vegada amb els 9 regiments reunits. Un dels quals aconsegueix introduir-se pel costat obert del quadre, els genets que hi entren foren gairebé tots morts o ferits pels saxons, i els altres regiments posats en fuga. L'arribada de la nit impedeix als suecs reorganitzar-se adequadament i treu els saxons de la seva difícil situació.

## Desenllaç i conseqüències
Schulenburg hauria pogut contraatacar, fins i tot, als suecs, aquesta maniobra hauria pogut ser molt favorable en la seva situació, però no gosa fer-ho, ja que s'acostava la infanteria sueca, 4000 homes. Continuà doncs la seva retirada, i passa l'Oder sense bagatges, conservant només els trofeus del combat, però hagué de deixar enrere els canons i alguns dels ferits.
Els saxons perderen aproximadament 500 homes, gairebé tots de cavalleria. Schulenburg fou ferit lleument en tres ocasions 
Els suecs tingueren més de 300 baixes i perderen, sobretot, molts cavalls.